# ジョン・ホーン・トゥック

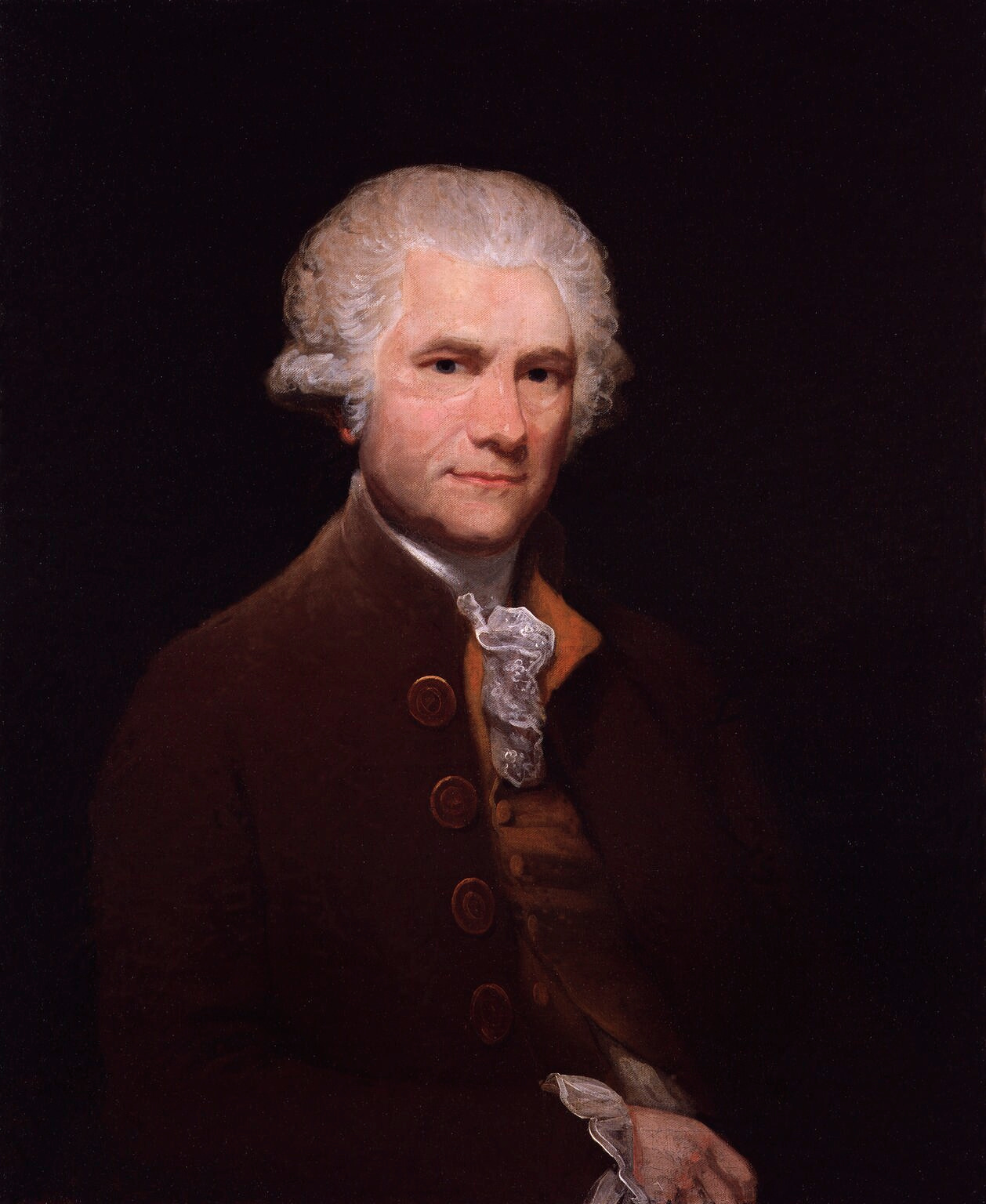
トマス・ハーディーによる肖像画、1791年以前。

ジョン・ホーン・トゥック（John Horne Tooke、出生名ジョン・ホーン（John Horne）、1736年6月25日 – 1812年3月18日）は、イギリスの聖職者、急進派政治家。1769年の権利章典支持者協会設立を主導したが、協会の方向性が政治からジョン・ウィルクスへの金銭援助に傾斜すると、1771年に脱退して憲法協会（Constitutional Society）を設立した。憲法協会はやがて消滅したが、1780年に憲法情報協会に加入して活動を続け、小ピットの選挙法改正案を支持した。フランス革命戦争が勃発すると、イギリス政府は国内の革命の火種を撲滅しようとし、ホーン・トゥックも1794年に大逆罪の容疑で裁判にかけられたが、証拠がロンドン通信協会と文通を交わしていたという一点だけだったため、無罪判決を勝ち取った。1801年に庶民院議員に当選したが、同年のうちに聖職者の被選挙権を取り上げる法案が可決され、1年で退任した。

## 生涯

### 生い立ち
鳥肉屋ジョン・ホーン（John Horne）と妻エリザベスの三男として、1736年6月25日にウェストミンスターのニューポート・ストリート（Newport Street）で生まれ、26日にソーホーのセント・アン教会で洗礼を受けた。2人の兄はともに商売人になり、4人の妹のうち1人がジョン・ウィルクスの友人トマス・ワイルドマン（Thomas Wildman）と、もう1人が天文学者スティーブン・デメインブレイと結婚した。父は自身の不動産からレスター・ハウス（フレデリック・ルイス王太子のタウンハウス）までの道路を王太子の部下が勝手に建てたとして王太子を訴え、勝訴したのち王太子に道路の使用権を与えたという経歴を持つ人物であり、フレデリック・ルイスはこれを称えてホーンの父を王太子御用達の鳥肉屋にした。しかしその結果、王太子は死去時点でホーンの父に数千ポンドの債務を負い、それが返済されることはなかった。
ホーン自身は1736年にソーホー・スクエア・アカデミーに入学したのち、1744年にウェストミンスター・スクール、1746年にイートン・カレッジに転校、その後は1753年にケント州セブノークス、1754年にノーサンプトン州レイヴェンストーン（現代ではバッキンガム州に属する）で家庭教師から指導を受けた。イートンでは在学中、ナイフを持っていた同窓生との喧嘩で右目の視力を失った。またカリキュラムと無関係な本（ウィリアム・シェイクスピアやジョン・ミルトンの著作）を読むことが多く、後年に「本を読む習慣が定着するまで、子供には好きな本を読ませるべきであり、読む本を指定すべきではない」との持論を披露した。
1754年1月12日にケンブリッジ大学セント・ジョンズ・カレッジに入学、1758年にB.A.の学位を修得した。ケンブリッジ在学中に法曹界への興味を持ち、1756年11月9日にインナー・テンプルに入学した。ケンブリッジ大学ではリチャード・ビードンと、インナー・テンプルではジョン・ダニング、ロイド・ケニオンと親しかった。

### 聖職者
法曹界を目指すホーンだったが、父に国教会の聖職者になることを強要され、ケンブリッジ大を卒業した後にブラックヒースの学校で短期間働いた後、1759年9月23日に執事、1760年11月23日に司祭に任命され、同年よりブレントフォードで終身副牧師としての職務に取り掛かった。ブレントフォードでの説教は良質とされ、ロンドンで慈善活動への寄付を呼び掛ける説教をよく依頼されたという。また医療についても勉強し、ブレントフォードで診療所を設立した。もっとも、ホーンは信仰心が篤いわけではなく、賭博や社交イベントを好むとも批判された。1763年2月、ジョン・エルウィスの息子をグランドツアーに連れていく家庭教師として雇われ、1年間フランス王国を旅した（ホーンはそのうち9か月をフランス語の勉強に費やした）。フランス滞在中には哲学者ジャン・ル・ロン・ダランベール、デイヴィッド・ヒュームと知り合った。

### 政界入り
フランスから帰国すると、ホーンはジョン・ウィルクスの一般逮捕状問題に影響を受け、1765年に『The Petition of an Englishman』という題名のパンフレットを匿名で出版した。ホーンがこのパンフレットでウィルクスを擁護し、ビュート伯爵、マンスフィールド男爵を痛烈に風刺したため、出版業者に対しては、当局が起訴を決定した場合、（出版業者に危害が及ばないよう）著者が自身であることを供述してもよいと約束した。そのため、ホーンは1765年秋に再び家庭教師としてフランスに向かったが、結局この件で起訴されることはなかった。
フランスではまずカレーでアイルランド出身の俳優トマス・シェリダン（劇作家リチャード・ブリンズリー・シェリダンの父）とその妻と知り合い、次にパリで紹介を受けてウィルクスにはじめて会った。前述のパンフレット著者、およびワイルドマンの義兄であると知ったウィルクスはホーンとの文通を約束した。その後、フランス東部のフェルネでヴォルテールを訪れ、リヨンでローレンス・スターンに会い、イタリア旅行を経てモンペリエでアダム・スミスに会い、次にパリに滞在した。

### ウィルクスとの関わり

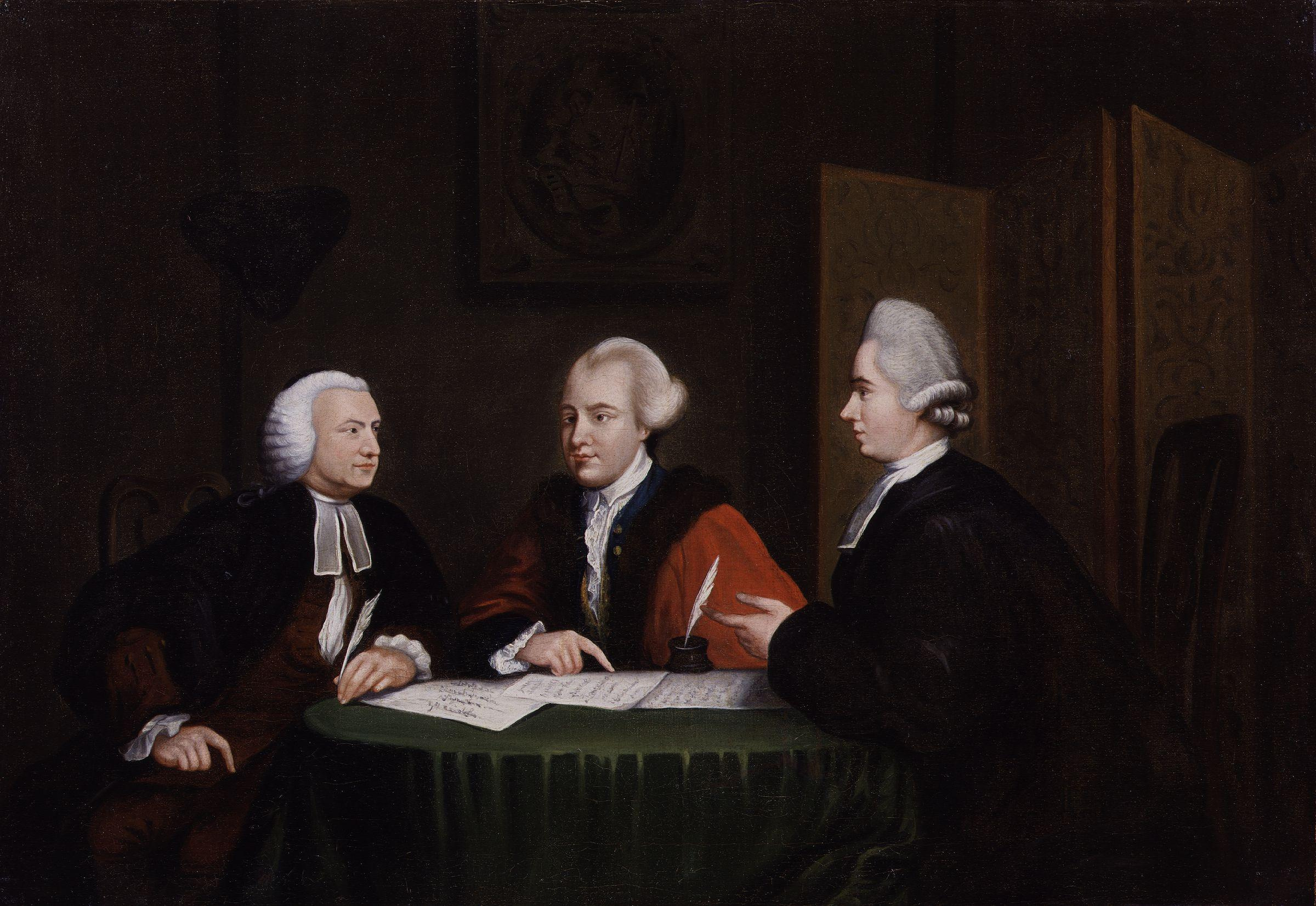
1769年の絵画。描かれている人物は左から順にジョン・グリン、ジョン・ウィルクス、ジョン・ホーン。

1767年5月に一時帰国して、ブレントフォードでの職務に復帰したが、1768年イギリス総選挙でウィルクスが出馬して、ミドルセックス選挙事件が起こると、ホーンは再び政治の舞台に舞い戻った。彼は直ちにウィルクス支持を表明し、ウィルクスの支持者が宿泊できるようブレントフォードのイン2軒を確保したほか、新聞でウィルクスの対立候補ジョージ・クックと初代準男爵サー・ウィリアム・ビーチャム＝プロクターを批判した。
ホーンは自身の売名のために、まず1768年5月のセント・ジョージ・フィールズの虐殺で無関係な見物人を誤って射殺した兵士を追及して、起訴に追い込み、次に1768年12月のミドルセックス選挙区補欠選挙（ウィルクスの盟友ジョン・グリンが当選）において、棍棒の一撃で男性を殺害したクワーク氏（M'Quirk）の起訴を主張し、1769年9月にもベッドフォード市長選挙で有力者第4代ベッドフォード公爵ジョン・ラッセルの支持する候補を落選させた。このほか、ジョージ・オンズローがウィルクスを擁護した後、1769年7月に与党に転じて下級大蔵卿（lord of the treasury）に就任すると、ホーンは『パブリック・アドヴァタイザー』紙でオンズローが売官していると根拠もなく主張した。オンズローが反発して、8月24日にホーンを訴えたが、1770年4月6日に行われた1度目の裁判はウィリアム・ブラックストンにより技術上の理由で訴えが退けられた。1770年8月1日に行われた2度目の裁判では訴えの内容が追加されたため、初代マンスフィールド男爵が追加された部分についてオンズローの主張を認め、ホーンにオンズローへ400ポンドの慰謝料支払いを命じた。さらに1771年4月17日の上告審でオンズローが逆転敗訴してしまい、結局オンズローが裁判で1,500ポンドも費やし、ホーンが200ポンドを費やす結果になった。上告審において、ホーンは自身で弁護せず、弁護士を雇ったが、弁護士に告げた法廷戦略で高名なマンスフィールド男爵から勝訴をもぎ取ったため、ホーンの名声は大いに高まった。
一方、ウィルクスの議会追放はかえって彼の支持者を増やし、ウィルクスの債務返済のために募金が行われたほか、1769年2月20日には権利章典支持者協会が設立された。協会は1770年3月と5月に国王ジョージ3世宛ての演説文を発表したが、この演説文の著者はホーンとされる。もっとも、ホーンは政治においてウィルクスを支持しただけであり、ウィルクスの私生活には眉をひそめていた。しかも、事態の発展につれ、ホーンは協会が政治運動の推進よりウィルクス個人の後援に集中するようになったと感じた。
1771年1月から2月にかけて、ホーンとウィルクスはついに破局した。ビングリー（Bingley）という出版業者がウィルクスの『ノース・ブリトン』紙の再出版を行い、当局の取り調べを受けたときに回答を拒否したため、1768年11月7日に法廷侮辱罪で収監された。ビングリーは1771年初になっても釈放されていなかったが、協会は1771年1月22日の採決で協会の資金をウィルクスの債務返済に優先的に充てると議決した。これに対し、ホーンは2月12日にビングリーのために500ポンド募金する議案を提出して可決させたが、2月26日には協会が「ウィルクスの債務返済が終わるまで新しい募金をしない」ことを僅差で議決した。ホーンはウィルクスと口論したのち、協会の解散を動議したが、24票対26票で否決された。その結果、ホーンを含む賛成者24名が即座に協会から脱退し、ウィルクスとの関連なしに活動する憲法協会（Constitutional Society）を設立した。
協会の内紛のほか、ホーンとウィルクスは新聞でも口論した。ウィルクス派はホーンが協会のお金を着服したと主張し、ホーンが1月14日に反論した。ホーンもウィルクスのパリにおける豪奢な生活を暴露したが、ウィルクスの反論が受け入れられたことでホーンは人気を失った。そのため、1771年7月のSheriff of the City of London選挙において、ホーンが同じく協会から離脱したリチャード・オリヴァーへの支持を表明するが、オリヴァーがウィルクス派候補と与党候補に惨敗した。

### 弁護士を目指す
ウィルクスと決別したホーンはまず1771年にケンブリッジ大学にM.A.学位の授与を申請し、ウィリアム・ペイリーがホーンからウィルクスへの手紙における主教に関する言葉を理由に反対したが、最終的には認められた。このときにはホーンが政治家としての人気を失い、聖職者としての昇進も望めないため、1773年にブレントフォードでの聖職を辞任したが、法廷弁護士免許の取得を目指し、言語学も学び始めた。また、聖職を辞任した後もブレントフォードに住んだ。
ウィルクス派の政治運動はこのときには下火になったが、憲法協会は活動を続け、1775年6月7日には「奴隷より死を選んだアメリカの同胞」のために募金すると議決し、議決の内容が新聞で公表された。議決を出版した新聞社は1776年に罰金を科され、1777年にはホーン自身が裁判にかけられた。ホーンは募金で得た資金をベンジャミン・フランクリンに支払う予定であり、裁判で自身を弁護したが、判決は有罪であり、ホーンは1年の懲役刑と200ポンドの罰金刑に処された。もっとも、ホーンは監獄に投獄されたのち軟禁に切り替えることを許可され、軟禁された間は政界での盟友がホーンを訪れること、週一で彼らと夕食をとることも許された。1778年4月にはホーンの『Letter to Dunning』が出版された。この著作ではShe, knowing that Crooke had been indicted, did so and soという文に「クルックが起訴された」という断言が含まれるか、という言語学の問題が扱われた。また懲役中に痛風にかかった。
釈放された後、住居としてヴァイン・ストリートの一室を借りた。1779年トリニティ学期（4月から6月）に法廷弁護士免許を申請したとき、インナー・テンプルの評議員はホーンが聖職を辞任した後も国教会所属だとして、3票対8票で申請を却下し、1782年の再申請でも1票差で却下された。
この時期になると、ホーンは父からいくらか遺産を相続し、ハンティンドンの近くのウィットンで領地を購入して、農業実験にとりかかった。しかし瘧に苦しんだため、すぐに領地を元の持ち主に売り返してロンドンに戻り、ソーホーのディーン・ストリートで庶子メアリー・ハート（Mary Hart）とシャーロット・ハート（Charlotte Hart）と同居した。パーリーに住む友人ウィリアム・トゥック（William Tooke）のもとを頻繁に訪れ、1782年には友人の要請を受けて「トゥック」を姓に加えた（友人の相続人となることを示すとされる）。2人の友情はホーン・トゥックが著した『Epea Pteroenta, or the Diversions of Purley』（1786年第1巻、1805年第2巻。言語学に関する著作）の副題に「パーリー」が現れることも示している。

### 急進派
アメリカ独立戦争の戦況不利により、選挙法改正や財政改革の声が上がると、1780年4月にジョン・カートライトが憲法情報協会を設立し、憲法協会がすでに活動休止していたこともありホーンは1781年7月に憲法情報協会に加入した。この時期の政治問題に関して、ホーン・トゥックは小ピットの選挙法改正案を支持し、1783年のフォックス＝ノース連立内閣に反対、ウォーレン・ヘースティングズの弾劾裁判に反対、1787年に『A Letter to a Friend on the Reported Marriage of HRH Prince of Wales』と題するパンフレットでジョージ王太子とマリア・フィッツハーバートの秘密結婚を評論した。1788年の『Two Pair of Portraits』では小ピットを称え、チャールズ・ジェームズ・フォックスを風刺した。
1790年イギリス総選挙では自らウェストミンスター選挙区から出馬してフォックスに挑んだ。ホーン・トゥックは演説でフォックスを批判して、議会の任期を3年に短縮することに賛成し、貴族層の党派を批判したことでフォックス派の一部からも支持されたが、小ピット派とフォックス派は選挙支出の極めて高いウェストミンスターにおける頻繁な選挙戦を避けるべく妥協して、それぞれ1議席を指名することで合意しており、ホーン・トゥックは大差で敗北した。しかしホーン・トゥックは大した後援団体もないまま1,697票を得ており（得票率20.1%）、選挙資金も28ポンドしか費やさなかったとされる。その後、ホーン・トゥックは「有権者に自身の堕落を感じさせるため」に選挙申立をして却下されたが、1789年の議会立法により却下された選挙申立の費用は申立人が支払うことになっており、フォックスはこの法律に基づきホーン・トゥックを訴え、198ポンド2シリング2ペンスの支払いを求めて1792年に勝訴した。

### 1794年大逆罪裁判

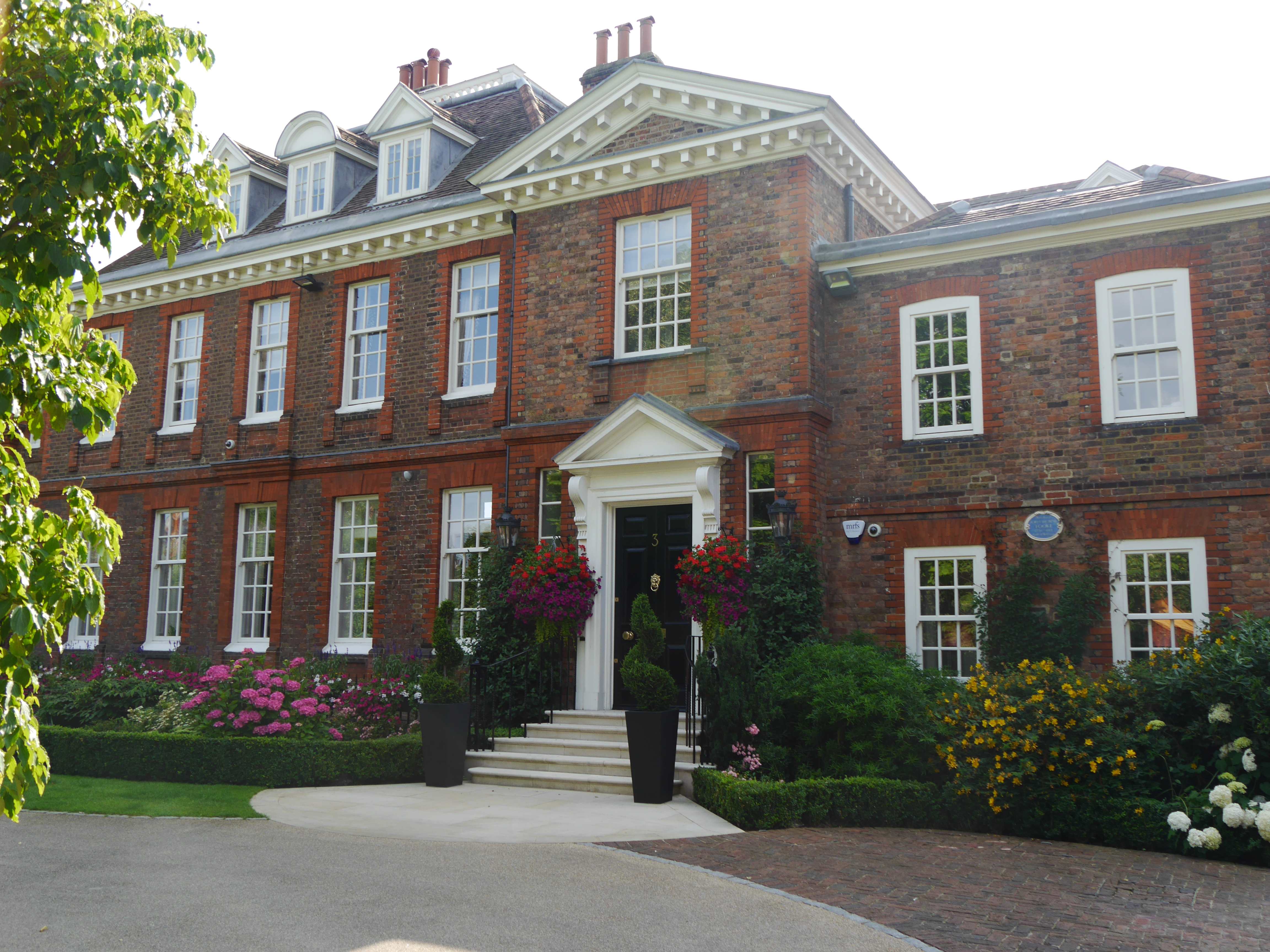
晩年に住んだチェスター・ハウス、2016年撮影。

1792年6月には健康の悪化によりウィンブルドンのチェスター・ハウスに引っ越し、日曜日のみ客人をもてなしたが、憲法情報協会の会合には出席した。憲法情報協会はフランス革命に同調し、1789年11月にフランス国民公会へ祝辞を送ったほか、1790年にバスティーユ襲撃1周年を祝う会合を開催しており、リチャード・ブリンズリー・シェリダンはそこでフランスへの同情を示す決議案を提出した。ホーン・トゥックは決議案を修正し、「イギリスの憲法は暴力による改革を必要としない」と本国を肯定する形にした。それでも当局には疑いの目で見られたため、ホーン・トゥックは罠を仕掛けた。彼は友人ジェレマイア・ジョイスに手紙を出し、「市民ハーディーが逮捕された。木曜日までに準備を整えることはできないか」と述べた。「市民ハーディー」とはロンドン通信協会を設立し、大逆罪の疑いで逮捕された活動家トマス・ハーディーのことであり、この文章は蜂起をほのめかすような内容だった。当局もそのように判断し、1794年5月16日にホーン・トゥックを逮捕して、19日にロンドン塔に投獄した。その後、10月24日にニューゲート監獄に移送され、1794年反逆罪裁判が始まった。

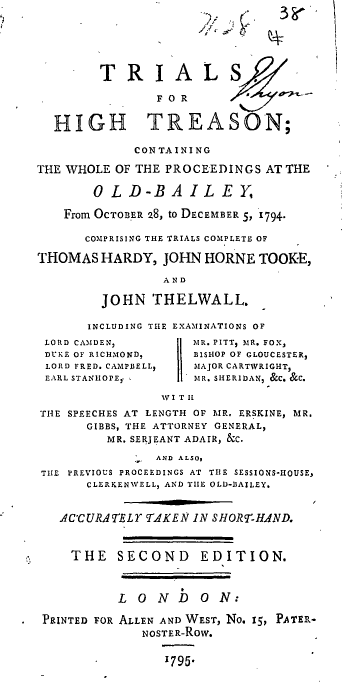
ハーディーが出版した、大逆罪裁判の経緯に関する著作。

一連の裁判ではまずハーディーが裁かれたが、11月5日に無罪判決が下された。次にホーン・トゥックの裁判が11月17日に始まり、彼はトマス・アースキンとヴィカリー・ギブスを弁護人としつつ、自身も頻繁に発言した。ジョイスとの手紙は閑職リストの出版への用意を指すと説明され、唯一疑いをもたれる証拠はホーン・トゥックと通信協会の関係（憲法情報協会とロンドン通信協会は協働した）だったが、逆に首相小ピットが証人喚問され、運動家クリストファー・ワイヴィルの改革推進を目指す会合に出席したことがあるとの証言を引き出された。22日、ホーン・トゥックの裁判が終わり、結果は無罪だった。
無罪判決の後、ホーン・トゥックはウィンブルドンに帰り、家族の歓迎を受けたが、家計が困窮したため、一時コテージに引っ越すことも考えた。これを聞いた友人たちは募金して、第5代準男爵サー・フランシス・バーデットが600ポンドの年金を与えた。このほかに長兄の遺産もあって、ホーン・トゥックの家計は改善した。

### 庶民院議員
1796年イギリス総選挙において、ホーン・トゥックは再びウェストミンスターから出馬した。このとき、フォックスとはフランス革命をめぐり接近しており、ホーン・トゥックは主に与党候補の初代準男爵サー・アラン・ガードナーを批判した。今度はロンドン通信協会がホーン・トゥックを後援し、決裂したウィルクスもホーン・トゥックへの支持を表明したが、やはり2,819票（得票率22.0%）で落選している。選挙にかかった費用は1,000ポンドで、ホーン・トゥック自身は出資しなかった。出資者は『英国議会史』でバーデットだと推測されている。
1799年に書籍商ジョン・ライトを名誉毀損で訴えた。1794年大逆罪裁判の直前、庶民院の秘密委員会は調査を行い、ホーン・トゥックを破壊活動家であると結論付けたが、ライトが調査報告書を出版したのであった。ホーン・トゥックはすでに無罪判決を受けた容疑であるとして名誉毀損を主張したが、裁判官ケニオンは庶民院の報告書が名誉毀損文になりえないとして訴えを退けた。
1801年2月、第2代キャメルフォード男爵トマス・ピットが自身の懐中選挙区であるオールド・サラム選挙区でホーン・トゥックを当選させた。キャメルフォード男爵はバーデットからの紹介を受けてホーン・トゥックを知っており、3日間会っただけで彼を当選させることを決めたという。もっとも、その理由が「彼の当選が一番政府を悩ませる」であり、実際には2人の政治観は真逆であった。
議員に就任したホーン・トゥックはすぐに聖職者という理由で議席を失いそうになり、彼は抵抗を試みたものの、聖職者であるとする報告が提出された。しかし失職動議が提出されるという段階になると、首相ヘンリー・アディントンが介入し、ホーン・トゥック1人ではなく、国教会および長老教会の聖職者の庶民院における被選挙権を剝奪し、かつその会期限りでホーン・トゥック本人を除外する法案に変更した。後者の条項は、キャメルフォード男爵が「ホーン・トゥックを失職させるならば、今度はイングランド生まれの黒人召使を当選させる」と発言したための措置とされる。アディントンの法案は5月19日に可決され、ホーン・トゥックは1802年6月の解散総選挙まで議員に留任した。議会活動では2月18日に初演説した後、バーデットら急進派に同調して発言することが多かった。1802年の総選挙ではウェストミンスターで活動し、はじめはフォックスを支持、次に急進派のジョン・グラハム（John Graham）を支持した。

### 最晩年

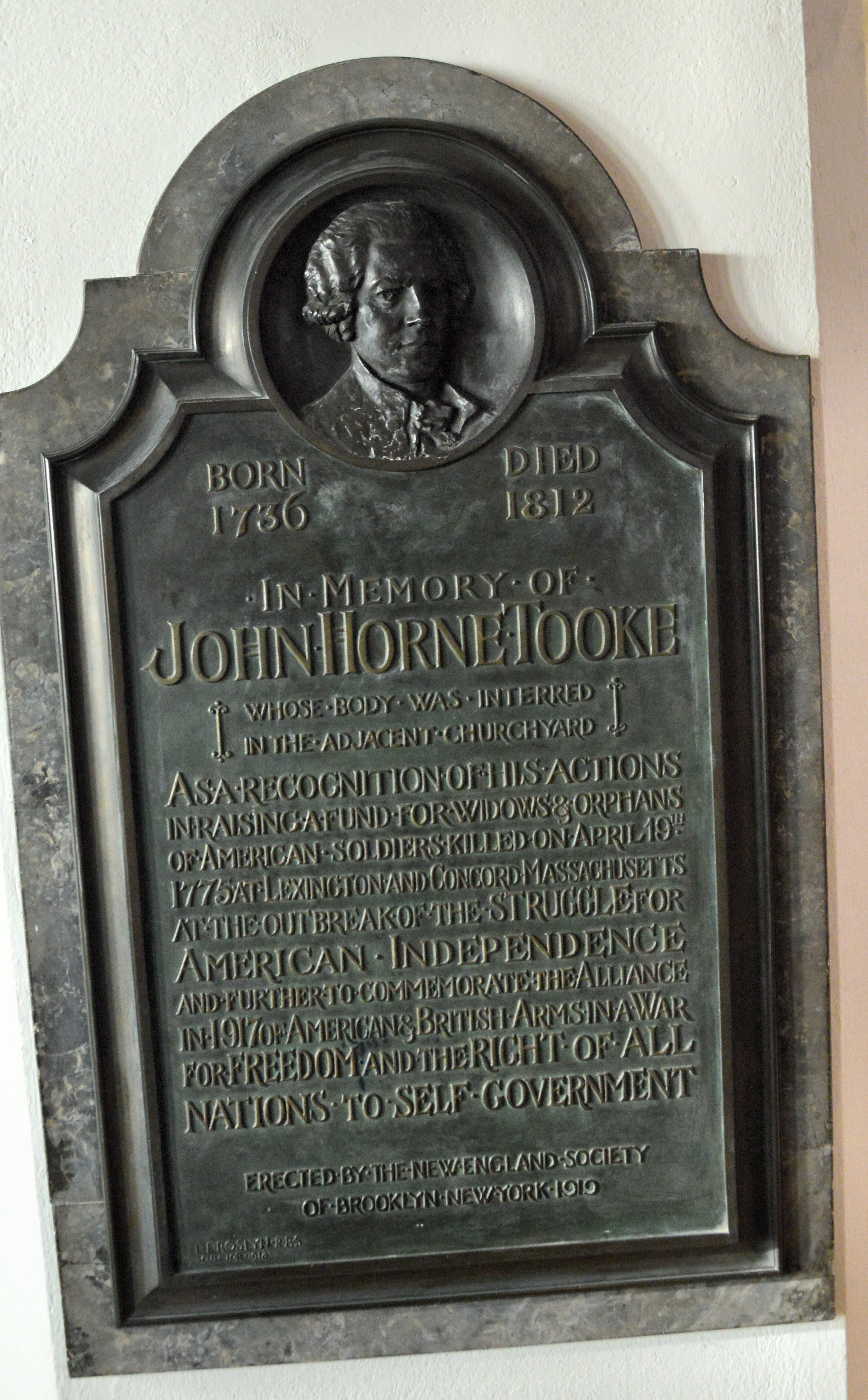
ホーン・トゥックが埋葬されたセント・メアリー教会にある記念碑。ルイス・フレデリック・ロスリンによる作品、1919年（写真は2019年撮影）。

議員退任以降はウィンブルドンで過ごした。1802年11月25日に友人トゥックが死去し、その遺言状に基づき500ポンドを受け取った。1805年に『Epea Pteroenta, or the Diversions of Purley』第2巻を出版し、4000から5000ポンドを受け取ったとされる。ウィンブルドンでは毎週客人をもてなしており、ホーン・トゥックを訪れた人物には議員に当選させたキャメルフォード男爵、大逆罪裁判で弁護人を務めたアースキン、1777年の裁判で裁判官を務めた初代サーロー男爵エドワード・サーロー、哲学者ジェレミ・ベンサムとトマス・ペイン、詩人サミュエル・テイラー・コールリッジなどが挙げられる。また、ジェームズ・ポールもバーデットの紹介を受けてホーン・トゥックをよく訪れたが、バーデットとポールが1807年に決闘した後、ホーン・トゥックは『A Warning to the Electors of Westminster』と題するパンフレットを出版して、ポールを批判した。
1812年3月18日にウィンブルドンで死去、遺言状で遺産を庶出の娘に残した。遺言状では庭に建てた墓に埋葬することを指定したが、妹と娘たちの反対により、代わりに30日にイーリングのセント・メアリー教会に埋葬された。

## 人物

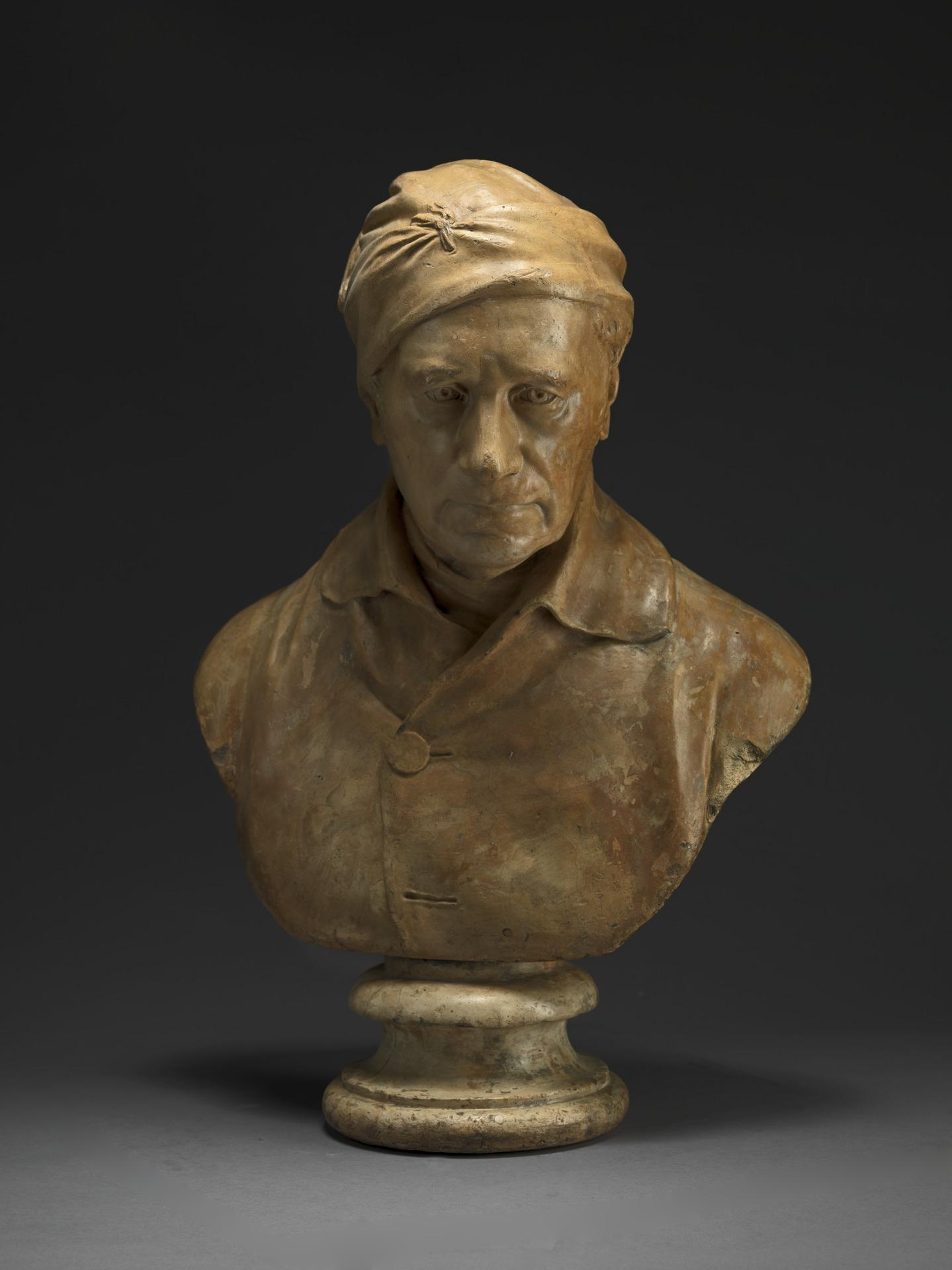
フランシス・レガット・チャントリーによる彫刻、1811年。

高さ5フィート8インチ (173 cm)で、たくましく筋肉質である。ブラックヒースで働いたとき、同居人の若い女性と恋仲になったが、2人は別れ、ホーン・トゥックは後年に「幸運にも婚姻と窮乏という2つの悪から逃れた」と回想した。晩年には飲食を節制するようになったが、アルコールは飲み続けた。痛風の治療法を探しまわった、衝撃を受けることで人体から不純物を取り除けるという迷信を信じて、馬車を雇いでこぼこ道を数時間走り続けることを繰り返したという。また晩年になっても本を読み続け、来たる死を平静に受け入れたという。
ヘンリー・ブルームは「官職に就かず、議会にも晩年に数か月入っただけの一生で、政界においてホーン・トゥックほど異彩を放つ人物を私は知らない」と評した。
『英国人名事典』はホーン・トゥックの政治観をフランス革命の時代において「都会の古風な愛国者」と評した。すなわち、ホイッグ党の貴族階級は嫌うが、暴力を伴う革命にもしり込みすることである。ホーン・トゥック自身も1794年反逆罪裁判で「ペインとその支持者とは旅の一部を共にすることもあるだろう。彼らはウィンザーまで行くかもしれないが、私はハウンズローで立ち去る」と述べた。1783年に小ピットが選挙法改正を提唱したときは支持したが、1800年には「横暴な戦争」（フランス革命戦争）が終結するまでは不可能であると諦めていた。具体的な理論ではマグナ・カルタ、名誉革命を崇敬し、人権論者を嘲笑した。
神学には興味を持たなかったものの、カトリックを嫌い、非国教徒の救済を望まなかった。また奴隷貿易問題、アイルランドの立法権問題にも興味を示さなかった。
法律家としてはオンズローとの裁判や1794年大逆罪裁判で勝利しており、『英国人名事典』は聖職者という障害がなければ、ジョン・ダニング、ロイド・ケニオンの好敵手になったであろうと評した。
言語学者としては理論が荒削りだったものの、ジェームズ・ミルに影響を与えた。

## 関連図書
- Wood, James, ed. (1907). "Tooke, John Horne" . The Nuttall Encyclopædia (英語). London and New York: Frederick Warne.
- Courtney, William Prideaux (1888). "Tooke, John Horne" . In Baynes, T. S.; Smith, W.R. (eds.). Encyclopædia Britannica (英語). Vol. XXIII (9th ed.). New York: Charles Scribner's Sons. pp. 444–446.
- Courtney, William Prideaux (1911). "Tooke, John Horne" . In Chisholm, Hugh (ed.). Encyclopædia Britannica (英語). Vol. 27 (11th ed.). Cambridge University Press. pp. 13–14.